# 1965 в аніме

## Релізи
| Українська назва             | Японська назва                                                         | Тип                      | Демографія        | Регіони                      |
| ---------------------------- | ---------------------------------------------------------------------- | ------------------------ | ----------------- | ---------------------------- |
| Подорожі Гуллівера за Місяць | ガリバーの宇宙旅行 (Garibā no Uchū Ryokō)                              | Фільм                    | Сімейний, Дитячий | Японія                       |
| Принц дельфін                | ドルフィン王子 (Dorufin Ôji)                                           | Телефільм                | Сьонен            | Японія                       |
| Космонавт Піпі               | 宇宙人ピピ (Uchūjin Pipi)                                              | Телефільм                | Сьонен            | Японія                       |
| Зоран Космічний хлопчик      | 宇宙少年ソラン (Uchū Shōnen Soran)                                     | Телефільм                | Сьонен            | Японія                       |
| Джун, космічний патруль      | 宇宙パトロールホッパ (Uchū Patorōru Hopper)                            | Телефільм                | Сьонен            | Японія                       |
| Супер метальник              | 未来からきた少年スーパージェッター (Mirai Kara Kita Shōnen Sūpā Jettā) | Телефільм                | Сьонен            | Японія                       |
| Новий острів скарбів         | 新宝島 (Shin Takarajima)                                               | Телевізійна спецпрограма | Сімейний, Дитячий | Японія                       |
| Таданорі Йокоо               | 堅々獄夫婦庭訓 (Kachi Yama Meoto no Sujimichi)                         | Короткометражний фільм   | Загальний         | Японія                       |
| Сусідський хлопець           | 隣の野郎 (Tonari no Yarō)                                              | Короткометражний фільм   | Загальний         | Японія                       |
| Таємнича медицина            | ふしぎなくすり (Fushigi na Kusuri)                                     | Короткометражний фільм   | Загальний         | Японія                       |
| Вікно                        | 窓 (Mado)                                                              | Короткометражний фільм   | Загальний         | Японія                       |
| Космічний ас                 | 宙エース (Uchū Ēsu)                                                    | Телефільм                | Сьонен            | Японія                       |
| Таємничий злодій йде         | 怪盗プライド (Kaitō Pride)                                             | Телефільм                | Сімейний, дитячий | Японія, ЄС                   |
| Планета принца               | 遊星少年パピイ (Yūsei Shōnen Papī)                                     | Телефільм                | Сьонен            | Японія, Північна Америка     |
| Дивовижний 3                 | ワンダースリー (Wandā Surī)                                            | Телефільм                | Сьонен            | Японія, Північна Америка     |
| Космічний хлопчик Соран      | 宇宙少年ソラン (Uchū Shōnen Soran)                                     | Фільм                    | Сьонен            | Японія                       |
| Маленький привид Q-Taro      | オバケのQ太郎 (Obake no Q-Tarō)                                        | Телефільм                | Дитячий           | Японія                       |
| Білий лев Кімба              | ジャングル大帝 (Janguru Taitei)                                        | Телефільм                | Сьонен            | Японія, Північна Америка, ЄС |
| Крапля                       | しずく (Shizuku)                                                       | Короткометражний фільм   | Загальний         | Японія                       |
| Сигарети та попіл            | たばこと灰 (Tabako to Hai)                                             | Короткометражний фільм   | Загальний         | Японія                       |
| Хастл Панч                   | ハッスルパンチ (Hassuru Panchi)                                        | Телефільм                | Дитячий           | Японія                       |
| Борися! Оспер                | 戦え!オスパー (Tatakae! Osupā)                                         | Телефільм                | Сьонен            | Японія                       |